# Martin Ogilvie
Martin Ogilvie (* 11. April 1946 in Walthamstow, Essex) ist ein britischer Ingenieur, Automobilkonstrukteur und Autodesigner, der vor allem durch seine Arbeiten für das Team Lotus in der Formel 1 bekannt wurde.
Erste Erfahrung sammelte Ogilvie in der aerodynamischen Gestaltung von Segelflugzeugen. Über Umwege fand er schließlich zur Formel 1. Dort wurde er von Colin Chapman für sein Team als Ingenieur, später Chefkonstrukteur, verpflichtet. Zu seinen Errungenschaften zählte u. a. der Lotus 72, eines der erfolgreichsten Formel-1-Autos.
| Personendaten    | Personendaten                                                |
| ---------------- | ------------------------------------------------------------ |
| NAME             | Ogilvie, Martin                                              |
| KURZBESCHREIBUNG | britischer Automobilkonstrukteur, Ingenieur und Autodesigner |
| GEBURTSDATUM     | 11. April 1946                                               |
| GEBURTSORT       | Walthamstow, Essex                                           |